# آلن گریسون
آلن گریسون (به انگلیسی: Alan Grayson) نمایندهٔ حوزه انتخابیه نهم فلوریدا از حزب دموکرات ایالات متحده آمریکا در مجلس نمایندگان ایالات متحده آمریکا است که برای نخستین‌بار در ۳ ژانویه ۲۰۱۳ میلادی به‌عضویت این مجلس درآمد.